# Зданавичюте, Регина
Реги́на Зданавичю́те (лит. Regina Zdanavičiūtė; 12 июня 1925, Каунас, Литва — 13 ноября 2015) — советская и литовская актриса театра и кино, народная артистка Литовской ССР (1985).

## Биография
Регина Зданавичюте родилась в 1925 году. 
С 1943 по 2003 год — актриса Паневежского драматического театра. За шестьдесят лет работы в театре сыграла около 120 ролей в спектаклях, поставленных режиссёрами Ю. Мильтинисом, В. Бледисом, Р. Банионисом, А. Келерисом.
Муж — актёр театра и кино, заслуженный артист Литовской ССР, Стасис Петронайтис.

## Награды и звания
- Народная артистка Литовской ССР (1985).
- Заслуженная артистка Литовской ССР (1974).

## Театральные работы
- Анна — «Украденное счастье», И. Франко;
- Марья Антоновна — «Ревизор», Н. Гоголь;
- Люси Купер — «Дальше тишина», К. Рапопорт;
- Надежда — «Последние», М. Горький;
- Наталья Петровна — «Месяц в деревне», И. Тургенев;
- Фрида Фюрст — «Франк V», Ф. Дюрренматт;
- Роза — «Физики», Ф. Дюрренматт.

## Фильмография
- 1995 — «В сумерках» („Prieblandoje“) (Литва, фильм-спектакль), бабушка
- 1988 — «Вилюс Каралюс» („Vilius Karalius“), Юрайтене
- 1984 — «Моя маленькая жена» („Mano mažytė žmona“), жена профессора
- 1983 — «Исповедь его жены» („Jo žmonos išpažintis“), Стефания
- 1981 — «Игра без козырей» („Lošimas be kozirių“), присяжный заседатель
- 1980 — «Факт» („Faktas“), эпизод
- 1978 — «Маркиз и пастушка» („Markizas ir piemenaitė“), Аугулене, мать Сауле (дублировала Людмила Ксенофонтова)
- 1977 — «Обмен» | Mainai, Люткувене, мать Витаса
- 1976 — «Потерянный кров» („Sodybų tuštėjimo metas“), мать Марса (нет в титрах)
- 1974 — «Время её сыновей», Ксения Гуляева, жена Петра
- 1973 — «Счастливый невезучий человек» („Laimingas laimės neradęs“), эпизод
- 1970 — «Эта проклятая покорность» („Tas prakeiktas nuolankumas“), эпизод (нет в титрах)
- 1969 — «Июнь, начало лета» („Birželis, vasaros pradžia“), хозяйка ксендза (нет в титрах)
- 1966 — «Ночи без ночлега» („Naktys be nakvynės“), мать Витаутаса. Озвучила Е. Лосакевич
- 1965 — «Никто не хотел умирать» („Niekas nenorėjo mirti“, режиссёр Витаутас Жалакявичюс), жена Марцинкуса
- 1959 — «Живые герои» (киноальманах) („Gyvieji didvyriai“, режиссёр Марионас Гедрис), мать Юозукаса